# Froissy
Froissy é uma comuna francesa na região administrativa de Altos da França, no departamento de Oise. Estende-se por uma área de 6,56 km². Em 2010 a comuna tinha 909 habitantes (densidade: 138,6 hab./km²).